# وزارة المالية والخزانة (البوسنة والهرسك)
وزارة المالية والخزانة في البوسنة والهرسك (بالصربوكرواتية: Ministarstvo finansija i trezora Bosne i Hercegovine / Министарство финансија и трезора Босне и Херцеговине)‏، هي وزارة ضمن حكومة البوسنة والهرسك التي تشرف على المالية العامة في البلاد.
وزير المالية والخزانة الحالي، سردان أميجيك، والذي تولى منصبه في 23 أغسطس 2023 م.

## تاريخ
بعد أول انتخابات عامة بوسنية بعد الحرب عام 1996، كانت مسؤولية وزارة المالية والخزانة الحالية في البوسنة والهرسك أولًا في وزارات المالية في الكيان، ووزارة المالية في اتحاد البوسنة والهرسك وجمهورية صرب البوسنة.
ومع ذلك، تم إنشاء وزارة المالية والخزانة في البوسنة والهرسك في عام 2000، وكانت في حكومة أخرى بين حزب العمل الديمقراطي، والحزب الديمقراطي الصربي والاتحاد الديمقراطي الكرواتي للبوسنة والهرسك. البوسنة والهرسك)، وبعد الانتخابات العامة البوسنية عام 1998، بدأت العمل تحت رعاية وزير الخزانة في مؤسسات البوسنة والهرسك، الذي كان آنذاك سباسوي توشيفلياك (من الحزب الديمقراطي الصربي).

## التنظيم
تتكون وزارة المالية والخزانة في البوسنة والهرسك من إحدى عشرة وحدة تنظيمية.
- مجلس الوزراء
- مجلس الوزراء نائب الوزير
- ديوان سكرتير الوزير
- قطاع الشؤون القانونية وشؤون الموظفين والشؤون العامة والمالية
- قطاع ميزانية مؤسسات البوسنة والهرسك
- قطاع العلاقات مع المؤسسات المالية
- قطاع الدين العام
- قطاع عمليات الخزينة
- قطاع شؤون الخلافة في جمهورية يوغوسلافيا الاتحادية الاشتراكية السابقة وإدارة الممتلكات في البوسنة والهرسك
- قطاع الشؤون المالية
- قطاع تمويل برامج ومشاريع المساعدة التابعة للاتحاد الأوروبي
- قسم المراجعه الداخليه
- قطاع تنسيق المساعدة الاقتصادية الدولية